# 國務院扶貧開發領導小組
国务院扶贫开发领导小组，是中华人民共和国国务院成立的国务院议事协调机构，负责组织、领导、协调、监督、检查贫困地区的扶贫开发工作。
在国务院各机构外单设国务院扶贫开发领导小组办公室（简称“国务院扶贫办”）承担具体工作。

## 沿革
1982年12月22日，《国务院办公厅关于成立三西（河西、定西、西海固）地区农业建设领导小组的通知》（国办发〔1982〕85号）发出，内称“为加快甘肃河西走廊商品粮基地建设，改变甘肃定西、宁夏西海固地区的贫困面貌，国务院决定成立三西（河西、定西、西海固）地区农业建设领导小组。主要任务为：“组织各方面的力量，制定建设规划，合理使用国家拨给的专项资金，协调解决建设中的有关问题。”领导小组的办事机构设在中华人民共和国农牧渔业部，负责办理日常工作。
1984年，中共中央、国务院发出《关于帮助贫困地区尽快改变面貌的通知》。1986年4月，第六届全国人民代表大会第四次会议决定，将“扶持老、少、边、穷地区尽快摆脱经济文化落后状况”列入国民经济第七个“五年计划”。1986年5月14日，国务院贫困地区经济开发领导小组第一次全体会议在国务院副总理田纪云主持下召开。1986年5月16日，《国务院办公厅关于成立国务院贫困地区经济开发领导小组的通知》（国办发〔1986〕39号）发出，成立国务院贫困地区经济开发领导小组，基本任务是：“组织调查研究；拟定贫困地区经济开发的方针、政策和规划；协调解决开发建设中的重要问题；督促、检查和总结交流经验。”日常工作由朱荣主持。小组下设国务院贫困地区经济开发领导小组办公室（简称“开发办”），负责办理日常工作，设在中华人民共和国农牧渔业部，杨雍哲兼任办公室主任。
1988年7月18日，《国务院办公厅关于调整国务院贫困地区经济开发领导小组的通知》（国办发〔1988〕30号）发出，国务院决定将国务院贫困地区经济开发领导小组与“三西”地区农业建设领导小组合并为国务院贫困地区经济开发领导小组。国务院贫困地区经济开发领导小组的日常工作由朱荣主持；黎中分工负责“三西”地区工作。国务院贫困地区经济开发领导小组办公室（简称“开发办”）设在中华人民共和国农业部，杨雍哲兼任办公室主任。同时保留“三西”地区办公室，与开发办合署办公，刘光祖任“三西”地区办公室主任。
1993年9月17日，《国务院办公厅关于调整国务院贫困地区经济开发领导小组名称和成员的通知》（国办发〔1993〕62号）发出，国务院贫困地区经济开发领导小组更名为国务院扶贫开发领导小组。1993年12月28日，正式更名为国务院扶贫开发领导小组。

### 建制撤销
根据中共中央、国务院2021年1月4日发布的《关于全面推进乡村振兴加快农业农村现代化的意见》（中发〔2021〕1号）精神，2021年1月国务院决定成立国务院部委管理的国家局国家乡村振兴局，统筹全国推进乡村振兴战略的具体工作，由农业农村部管理。2021年2月16日，《求是》杂志2021年第4期发表“中共国家乡村振兴局党组”的署名文章《人类减贫史上的伟大奇迹》，表明该机构已经成立。国务院扶贫开发领导小组办公室建制相应撤销。原国务院扶贫办的人员编制、内设机构及行政关系由国家乡村振兴局承接。
2021年2月25日，国家乡村振兴局正式挂牌成立，主要承担做好从脱贫攻坚向全面乡村振兴的过渡工作。中央农办副主任、国家乡村振兴局局长王正谱表示，根据中央决定，原国务院扶贫开发领导小组的职能由中央农村工作领导小组来承担，国务院扶贫办重组为国家乡村振兴局，归口农业农村部管理，主要负责巩固拓展脱贫攻坚成果，统筹推进实施乡村振兴战略有关具体工作。

## 职责
1986年《国务院办公厅关于成立国务院贫困地区经济开发领导小组的通知》规定，国务院贫困地区经济开发领导小组的基本任务是：“组织调查研究；拟定贫困地区经济开发的方针、政策和规划；协调解决开发建设中的重要问题；督促、检查和总结交流经验。”

## 组成人员
| 1982年《国务院办公厅关于成立三西（河西、定西、西海固）地区农业建设领导小组的通知》确定的三西（河西、定西、西海固）地区农业建设领导小组组成人员是： 组长 - 林乎加（农牧渔业部部长） 副组长 - 李瑞山（国家经委副主任） - 钱正英（水利电力部部长） 成员 - 田一农（财政部副部长） - 王殿文（林业部副部长） - 季铭（商业部副部长） - 邹恩同（民政部副部长） - 杨浚（国家科委副主任） - 石山（中国科学院副秘书长） - 刘中一（国家计委委员，农林局局长） | 1986年《国务院办公厅关于成立国务院贫困地区经济开发领导小组的通知》确定的组成人员是： 组长 - 陈俊生（国务院秘书长） 顾问 - 林乎加（农牧渔业部顾问） 副组长 - 朱荣（原农牧渔业部副部长） - 李瑞山（国家经委经济顾问） - 徐青（国家计委副主任） - 郭树言（国家科委副主任） 成员 - 王明达（国家教委副主任） - 邹恩同（民政部副部长） - 迟海滨（财政部副部长） - 潘遥（商业部副部长） - 陈耀邦（农牧渔业部副部长） - 徐有芳（林业部副部长） - 杨振怀（水电部副部长） - 王展意（交通部副部长） - 何界生（卫生部副部长） - 刘堪（国务院农村发展研究中心副主任） - 戴相龙（中国农业银行副行长） - 杨雍哲（国务院“三西”地区领导小组办公室主任） |

| 1988年《国务院办公厅关于调整国务院贫困地区经济开发领导小组的通知》确定的组成人员是： 组长 - 陈俊生（国务委员、国务院秘书长） 顾问 - 林乎加（原国务院贫困地区经济开发领导小组顾问、原国务院“三西”地区农业建设领导小组组长） 副组长 - 朱荣（原国务院贫困地区经济开发领导小组常务副组长） - 李瑞山（原国务院贫困地区经济开发领导小组副组长、原国务院“三西”地区农业建设领导小组副组长） - 刘中一（国家计委副主任） - 郭树言（国家科委副主任） - 杨雍哲（原国务院贫困地区经济开发领导小组成员兼办公室主任） - 黎中（原国务院“三西”地区农业建设领导小组副组长） 成员 - 王明达（国家教委副主任） - 张竹（国家民委副主任） - 张德江（民政部副部长） - 项怀诚（财政部副部长） - 王展意（交通部副部长） - 钮茂生（水利部副部长） - 陈耀邦（农业部副部长） - 徐有芳（林业部副部长） - 潘遥（商业部副部长） - 凌毓勋（物资部副部长） - 何界生（卫生部副部长） - 邱晴（中国人民银行副行长） - 戴相龙（中国农业银行副行长） - 刘堪（中央农村政策研究室副主任） - 宋德福（共青团中央书记处第一书记） - 张富有（全国总工会书记处书记） - 李振声（中国科学院副院长） - 曹令中（中国科协书记处书记） | 1990年8月16日《国务院办公厅关于调整国务院贫困地区经济开发领导小组成员的通知》（国办发〔1990〕56号）调整后的组成人员是 组长 - 陈俊生（国务委员） 顾问 - 林乎加（中顾委委员） 副组长 - 李昌安（国务院副秘书长，主持领导小组日常工作） - 蒋民宽（国家科委副主任） - 郭振乾（人民银行副行长） - 项怀诚（财政部副部长） - 杨雍哲（国务院研究室副主任） - 李瑞山（全国人大内务司法委员会副主任委员） - 黎中（原国务院“三西”地区农业建设领导小组副组长） - （由国家计委一位副主任担任领导小组副组长，名单待定） 成员 - 张德江（民政部副部长） - 王明达（国家教委副主任） - 文精（国家民委副主任） - 王展意（交通部副部长） - 钮茂生（水利部副部长） - 陈耀邦（农业部副部长） - 徐有芳（林业部副部长） - 潘遥（商业部副部长） - 蔡宁林（物资部副部长） - 何界生（卫生部副部长） - 常崇煊（国家计生委副主任） - 秦琪（农业银行副行长） - 宋德福（共青团中央第一书记） - 张富有（全国总工会书记处书记） - 李振声（中国科学院副院长） - 曹令中（中国科协书记处书记） 1991年3月20日《国务院办公厅关于调整国务院贫困地区经济开发领导小组部分成员的通知》（国办发〔1991〕21号）进行调整的组成人员是： 任命副组长： - 杨钟（专职副组长兼办公室主任） - 刘江（国家计委副主任） - 惠永正（国家科委副主任） 任命成员： - 严克强（水利部副部长） - 何济海（商业部副部长） - 杨衍银（全国妇联副主席） - 陈虹（民政部救灾救济司司长） |

| 1993年《国务院办公厅关于调整国务院贫困地区经济开发领导小组名称和成员的通知》调整后的组成人员是： 组长 - 陈俊生（国务委员） 常务副组长 - 杨雍哲（国务院研究室副主任） 副组长 - 刘济民（国务院副秘书长） - 杨钟（专职副组长兼办公室主任） - 陈耀邦（国家计委副主任） - 石万鹏（国家经贸委副主任） - 项怀诚（财政部副部长） - 戴相龙（人民银行副行长） 成员 - 王明达（国家教委副主任） - 韩德乾（国家科委副主任） - 范宝俊（民政部副部长） - 文精（国家民委副主任） - 李居昌（交通部副部长） - 周文智（水利部副部长） - 吴亦侠（农业部副部长） - 王志宝（林业部副部长） - 朱家甄（劳动部副部长） - 何济海（内贸部副部长） - 刘山在（外经贸部部长助理） - 殷大奎（卫生部副部长） - 杨魁孚（国家计生委副主任） - 何林祥（农业银行副行长） - 李振声（中国科学院原副院长） - 李克强（共青团中央第一书记） - 张富有（全国总工会书记处书记） - 华福周（全国妇联书记处书记） - 常志海（中国科协书记处书记） - 刘小成（中国残联理事长） | 1998年5月18日《国务院办公厅关于调整国务院扶贫开发领导小组成员的通知》（国办发〔1998〕24号）调整后的组成人员是： 组长 - 温家宝（国务院副总理） 副组长 - 刘成果（常务副组长，农业部副部长） - 马凯（国务院副秘书长） - 刘江（国家发展计划委员会副主任） - 张志刚（国家经济贸易委员会副主任） - 李延龄（财政部副部长） - 尚福林（中国人民银行副行长） 成员 - 张天保（教育部副部长） - 韩德乾（科学技术部副部长） - 文精（国家民族事务委员会副主任） - 范宝俊（民政部副部长） - 林用三（劳动和社会保障部副部长） - 寿嘉华（国土资源部副部长） - 胡希捷（交通部副部长） - 朱登铨（水利部副部长） - 殷大奎（卫生部副部长） - 张玉芹（国家计划生育委员会副主任） - 王心芳（国家环境保护总局副局长） - 卢春恒（国家统计局副局长） - 李育才（国家林业局副局长） - 杨明生（中国农业银行副行长） - 李永安（中华全国总工会书记处书记） - 胡春华（共青团中央书记处书记） - 华福周（中华全国妇女联合会书记处书记） - 顾二熊（中华全国供销合作总社理事会副主任） - 刘小成（中国残疾人联合会副主席） - 杨钟 - 杨詠沂 - 高鸿宾 |

| 2003年4月22日，《国务院办公厅关于调整国务院扶贫开发领导小组组成人员的通知》（国办发〔2003〕24号）调整后的组成人员是： 组长 - 回良玉（国务院副总理） 副组长 - 汪洋（国务院副秘书长） - 刘江（发展改革委副主任） - 吕飞杰（扶贫办主任） - 刘坚（农业部副部长） - 廖晓军（财政部副部长） - 吴晓灵（人民银行副行长） 成员 - 张保庆（教育部副部长） - 李学勇（科技部副部长） - 牟本理（国家民委副主任） - 杨衍银（民政部副部长） - 步正发（劳动保障部副部长） - 寿嘉华（国土资源部副部长） - 胡希捷（交通部副部长） - 张基尧（水利部副部长） - 于广洲（商务部副部长） - 王陇德（卫生部副部长） - 潘贵玉（人口计生委副主任） - 祝光耀（环保总局副局长） - 李育材（林业局副局长） - 李子彬（西部开发办副主任） - 李春生（供销总社理事会副主任） - 李永安（全国总工会经费审查委员会主任） - 崔波（共青团中央书记处书记） - 沈淑济（全国妇联书记处书记） - 朱向东（统计局副局长） - 高鸿宾（扶贫办副主任） - 张云（农业银行副行长） - 王成金（中国残联副理事长） | 2006年4月10日《国务院办公厅关于调整国务院扶贫开发领导小组组成人员的通知》（国办发〔2006〕28号）进行调整的组成人员是： 任命副组长： - 杜鹰（发展改革委副主任） 任命成员： - 袁贵仁（教育部副部长） - 刘燕华（科技部副部长） - 李立国（民政部副部长） - 王世元（国土资源部副部长） - 矫勇（水利部副部长） - 王金祥（西部开发办副主任） - 甄砚（全国妇联书记处书记） 免去副组长： - 刘江（发展改革委原副主任） 免去成员： - 张保庆（教育部原副部长） - 李学勇（科技部副部长） - 贾治邦（民政部原副部长） - 鹿心社（国土资源部副部长） - 陈雷（水利部原副部长） - 李子彬（西部开发办原副主任） - 沈淑济（全国妇联原副主席） |

| 2008年6月4日《国务院办公厅关于调整国务院扶贫开发领导小组组成人员的通知》（国办发〔2008〕42号）调整后的组成人员是： 组长 - 回良玉（国务院副总理） 副组长 - 张勇（国务院副秘书长） - 范小建（扶贫办主任） - 贾廷安（总政治部副主任） - 杜鹰（发展改革委副主任） - 丁学东（财政部副部长） - 张宝文（农业部副部长） - 刘士余（人民银行副行长） 成员 - 袁贵仁（教育部副部长） - 刘燕华（科技部副部长） - 杨健强（国家民委副主任） - 李立国（民政部副部长） - 杨志明（人力资源社会保障部副部长） - 王世元（国土资源部副部长） - 周建（环境保护部副部长） - 翁孟勇（交通运输部副部长） - 矫勇（水利部副部长） - 傅自应（商务部副部长） - 周和平（文化部副部长） - 陈啸宏（卫生部副部长） - 王培安（人口计生委副主任） - 张海涛（广电总局副局长） - 张为民（统计局副局长） - 李育才（林业局副局长） - 张云（农业银行副行长） - 赵显人（供销总社理事会副主任） - 徐振寰（全国总工会副主席） - 王晓（共青团中央书记处书记） - 甄砚（全国妇联书记处书记） - 孙先德（中国残联副理事长） | 2009年4月20日《国务院办公厅关于调整国务院扶贫开发领导小组组成人员的通知》（国办发〔2009〕37号）增补全国工商联为领导小组成员单位，进行调整的组成人员是： 任命副组长： - 危朝安（农业部副部长） 任命成员： - 孙安民（全国工商联副主席） - 张来武（科技部副部长） - 王瑞生（全国总工会书记处书记） - 汪鸿雁（共青团中央书记处书记） - 程凯（中国残联副理事长） 免去副组长： - 张宝文（农业部原副部长） 免去成员： - 刘燕华（科技部副部长） - 徐振寰（全国总工会副主席） - 王晓（共青团中央书记处书记） - 孙先德（中国残联副理事长） |

| 2013年6月27日《国务院办公厅关于调整国务院扶贫开发领导小组组成人员的通知》（国办发〔2013〕63号）调整后的组成人员是： 组长 - 汪洋（国务院副总理） 副组长 - 丁学东（国务院副秘书长） - 范小建（扶贫办主任） - 贾廷安（总政治部副主任） - 唐仁健（中央农办副主任） - 杜鹰（发展改革委副主任） - 戴均良（民政部副部长） - 胡静林（财政部部长助理） - 余欣荣（农业部副部长） - 刘士余（人民银行副行长） 成员 - 宋涛（外交部副部长） - 鲁昕（教育部副部长） - 张来武（科技部副部长） - 苏波（工业和信息化部副部长） - 罗黎明（国家民委副主任） - 邱小平（人力资源社会保障部副部长） - 张少农（国土资源部副部长） - 周建（环境保护部副部长） - 仇保兴（住房城乡建设部副部长） - 翁孟勇（交通运输部副部长） - 矫勇（水利部副部长） - 李金早（商务部副部长） - 项兆伦（文化部副部长） - 王培安（卫生计生委副主任） - 徐福顺（国资委副主任） - 聂辰席（新闻出版广电总局副局长） - 张为民（统计局副局长） - 张建龙（林业局副局长） - 王志发（旅游局副局长） - 黄守宏（国研室副主任） - 刘琦（能源局副局长） - 郭浩达（农业银行副行长） - 戴公兴（供销合作总社理事会副主任） - 王瑞生（全国总工会书记处书记） - 汪鸿雁（共青团中央书记处书记） - 崔郁（全国妇联书记处书记） - 贾勇（中国残联副理事长） - 谢经荣（全国工商联副主席） | 2015年10月16日《国务院办公厅关于调整国务院扶贫开发领导小组组成人员的通知》（国办发〔2015〕76号）调整后的组成人员是： 组长 - 汪洋（国务院副总理） 副组长 - 江泽林（国务院副秘书长） - 刘永富（扶贫办主任） - 贾廷安（总政治部副主任） - 韩俊（中央农办副主任） - 何立峰（发展改革委副主任） - 宫蒲光（民政部副部长） - 胡静林（财政部副部长） - 余欣荣（农业部副部长） - 潘功胜（人民银行副行长） 成员 - 吴玉良（中央组织部部务委员） - 郭卫民（国务院新闻办副主任） - 冉万祥（中央统战部副部长） - 李勇（中央直属机关工委副书记） - 陈存根（中央国家机关工委副书记） - 王超（外交部副部长） - 鲁昕（教育部副部长） - 张来武（科技部副部长） - 辛国斌（工业和信息化部副部长） - 罗黎明（国家民委副主任） - 邱小平（人力资源社会保障部副部长） - 张德霖（国土资源部副部长） - 吴晓青（环境保护部副部长） - 赵晖（住房城乡建设部总经济师） - 翁孟勇（交通运输部副部长） - 矫勇（水利部副部长） - 童道驰（商务部部长助理） - 杨志今（文化部副部长） - 王培安（卫生计生委副主任） - 徐福顺（国资委副主任） - 田进（新闻出版广电总局副局长） - 张为民（统计局副局长） - 张建龙（林业局局长） - 吴文学（旅游局副局长） - 黄守宏（国研室副主任） - 周慕冰（银监会副主席） - 姚刚（证监会副主席） - 周延礼（保监会副主席） - 刘琦（能源局副局长） - 余邦利（中国铁路总公司总会计师） - 楼文龙（农业银行副行长） - 邹天敬（供销合作总社理事会副主任） - 刘国中（全国总工会副主席） - 徐晓（共青团中央书记处书记） - 崔郁（全国妇联副主席） - 程凯（中国残联副理事长） - 谢经荣（全国工商联副主席） |

| 2018年5月13日《国务院办公厅关于调整国务院扶贫开发领导小组组成人员的通知》（国办发〔2018〕34号）调整后的组成人员是： 组长 - 胡春华（国务院副总理） 副组长 - 高雨（国务院机关党组成员） - 刘永富（国务院扶贫办主任） - 李小新（中央组织部副部长） - 韩俊（农业农村部副部长、中央农办副主任） - 林念修（国家发展改革委副主任） - 唐承沛（民政部副部长） - 胡静林（财政部副部长） - 余欣荣（农业农村部副部长） - 潘功胜（中国人民银行副行长） - 王建武（中央军委政治工作部副主任） 成员 - 郭卫民（中央宣传部部务会议成员） - 冉万祥（中央统战部副部长） - 李勇（中央和国家机关工委副书记） - 王超（外交部副部长） - 孙尧（教育部副部长） - 徐南平（科技部副部长） - 辛国斌（工业和信息化部副部长） - 石玉钢（国家民委副主任） - 邱小平（人力资源社会保障部副部长） - 张德霖（自然资源部党组成员） - 赵英民（生态环境部副部长） - 倪虹（住房城乡建设部副部长） - 戴东昌（交通运输部副部长） - 魏山忠（水利部副部长） - 李成钢（商务部部长助理） - 李金早（文化和旅游部副部长） - 王贺胜（国家卫生健康委员会副主任） - 袁野（审计署副审计长） - 徐福顺（国务院国资委副主任） - 张宏森（国家广播电视总局副局长） - 李晓超（国家统计局副局长） - 郭玮（国研室党组成员） - 祝树民（中国银行保险监督管理委员会副主席） - 张慎峰（证监会主席助理） - 綦成元（国家能源局副局长） - 李春良（国家林业和草原局副局长） - 邹天敬（供销合作总社理事会副主任） - 王东海（中央军委国防动员部副部长） - 甄忠义（中国铁路总公司党组副书记） - 胡怀邦（开发银行董事长） - 解学智（农业发展银行董事长） - 赵欢（农业银行行长） - 阎京华（全国总工会副主席、书记处书记） - 汪鸿雁（共青团中央书记处书记） - 张晓兰（全国妇联副主席、书记处书记） - 程凯（中国残联副理事长） - 谢经荣（全国工商联副主席） - 舒印彪（国家电网有限公司董事长） - 李庆奎（中国南方电网有限责任公司董事长） |

## 办事机构
国务院扶贫开发领导小组的办事机构是国务院扶贫开发领导小组办公室，为单设机构。

## 外部鏈接
- 官方网站